# Meritxell Gené i Poca
Meritxell Gené i Poca (Lérida, 2 de noviembre de 1986) es una cantautora y poeta catalana. Se graduó en Educación Musical en la Facultad de Ciencias de la Educación de la Universidad de Lérida (UdL). Actualmente, también trabaja como profesora en una escuela.

## Trayectoria
En 2003, Meritxell Gené formó parte de la formación inicial del grupo Skalivada (nombrado posteriormente como Escalivada), que combinaba música folk, ska e instrumentos tradicionales catalanes. A partir de 2006 empezó a actuar en solitario, lo que dio lugar a su primer disco, "Inesperadament", grabado en 2008. En el disco destaca la canción "Ciutat Llunyana", con letra basada en uno de los textos más conocidos del poeta leridano Màrius Torres, y que también se transformó en el primer videoclip de la cantautora.
En 2008 también empezó a trabajar como actriz y música en la compañía de teatro Dimitri Ialta, en el espectáculo "Pecats grans i menors". Al año siguiente también trabajó como actriz y música en la obra "Lo monstre", presentada por la compañía Efímer. En 2010 graba su segundo disco, "Sota els llençols" ("Bajo las sábanas").
En 2012 se convierte en miembro fundadora del colectivo de fomento de la música catalana, La Cançó Necessària, junto con Pau Alabajos, Cesk Freixas, Jordi Montañez, Josep Romeu y Andreu Valor. En 2013 grabó su tercer disco, "Així t'escau la melangia" ("Así te procede la melancolía"), en homenaje al poeta Màrius Torres. Su cuarto álbum, "Branques", se publicó en 2015. A partir del año 2017, pasó a formar parte del proyecto musical Les Kol·lontai, con quien actúa en diferentes localidades de Cataluña y del País Valenciano. Ese mismo año, participó en el proyecto "Mans manetes. L'Alguer: paraules, cançons i veus de minyons" cantando la canción "La verema", de Pasqual Gallo.
En 2018 publicó su primer poemario, "Després dels esbarzers", a través de Pagès Editors.

## Discografía
- 2008: Inesperadament (Trackatrack)
- 2010: Sota els llençols (Tolmusic)
- 2013: Així t'escau la melangia (Khlämor Records)[6]
- 2015: Branques (Khlämor Records)[7]
- 2020: Sa tanca d'allà dins (autoeditado)[8]
- 2023: No diré res de mi (Segell Microscopi)[9]

## Obra publicada
- 2018: Després dels esbarzers (Pagès Editors)[10]